# Hải Điệp
Hải Điệp (sinh năm 1952) là nam diễn viên chèo người Việt Nam nhưng thường được biết đến qua các bộ phim hài điện ảnh lẫn truyền hình. Một số vai diễn nổi bật của ông như: ông Mộc trong Chuyện nhà Mộc hay Hai Bình trong Hai Bình làm thủy điện.

## Cuộc đời
Hải Điệp sinh ra tại Thái Bình, Năm 17 tuổi, ông được nhận về công tác ở Đoàn chèo Tổng cục Chính trị. Vì không được học qua trường lớp, ông phải vừa học vừa làm và được các nghệ nhân chèo của đoàn trực tiếp dạy. Khi Đoàn chèo Tổng cục Chính trị sáp nhập thành Nhà hát Chèo Việt Nam, ông làm việc tại đây cho đến khi về hưu, Hải Điệp đã tham gia một số vở chèo như Mối tình Điện Biên, Cuộc đời chị Tâm, Quan Âm Thị Kính... Hải Điệp vốn có tật nói ngọng nên ông đã bỏ nhiều tâm huyết cải thiện khuyết điểm để có thể theo đuổi nghề và trở thành diễn viên hề chèo xuất sắc nhất của Nhà hát Chèo Việt Nam.
Đến năm 2003, Hải Điệp đã tham gia khoảng 20 bộ phim. Vai diễn thành công nhất của ông là nhân vật ông Mộc trong phim truyền hình Chuyện nhà Mộc do Trần Lực đạo diễn. Hải Điệp có được vai diễn này qua lời giới thiệu của đạo diễn Trần Bảng, Giám đốc Nhà hát Chèo Việt Nam. Chuyện nhà Mộc cũng là bộ phim truyền hình đầu tiên Hải Điệp tham gia diễn xuất.

## Tác phẩm

### Tiết mục Chèo
- Kim Nham
- Quan Âm Thị Kính
- Công lý không ngủ quên

### Điện ảnh
| Năm  | Phim                          | Vai diễn     | Đạo diễn                      | Dạng phim            | Chú thích |
| ---- | ----------------------------- | ------------ | ----------------------------- | -------------------- | --------- |
| 1996 | Con sẽ là cô chủ              | Bố Thanh Thư | Hà Lê Sơn                     | Ngắn tập             | (tập 1)   |
| 1998 | Chuyện nhà Mộc                | Ông Mộc      | Trần Lực                      | Ngắn tập             |           |
| 1999 | Sĩ quan dự bị                 | Ông Kính     | Nguyễn Danh Dũng              | Điện ảnh truyền hình |           |
| 2000 | Thám tử gặp may               | Ông Minh     | Trần Quốc Trọng               | Điện ảnh truyền hình |           |
| 2001 | Hai bến một dòng sông         | Ông Phạm     | Nguyễn Danh Dũng              | Điện ảnh truyền hình |           |
| 2001 | Cái các của ông tổng giám đốc |              | Đỗ Minh Tuấn - Hoàng Tấn Phát | Điện ảnh truyền hình |           |
| 2001 | Nhớ quê                       | Ông Ngọ      | Cao Mạnh                      | Điện ảnh truyền hình |           |
| 2001 | Hai Bình làm thủy điện        | Hai Bình     | Trần Lực                      | Điện ảnh             |           |
| 2002 | Có tí mà toi                  | Hai Ngang    |                               | Video                |           |
| 2002 | Bà nội bà ngoại               | Ông Hàn      | Phạm Thanh Phong              | Điện ảnh truyền hình |           |
| 2004 | Bụi vàng                      |              |                               | Điện ảnh truyền hình |           |
| 2007 | Vũ điệu tử thần               | Ông Thịnh    | Bùi Tuấn Dũng                 | Điện ảnh             |           |

### Chương trình truyền hình
- Ở nhà chủ nhật (VTV3)